# Lanterne (bygningsdel)
 For alternative betydninger, se Lanterne. (Se også artikler, som begynder med Lanterne)
En lanterne er den del af et spir eller en tagrytter, der er forsynet med lyshuller. Det giver den et lygteagtigt udseende og synsindtrykket en lethed og elegance. En lanterne er anbragt oven på en kuppel eller et tag. Hulrummet i lanternen kan anvendes til klokker som i et kirkespir eller bruges til skaffe lys ned i bygningen – og er så forsynet med glas.

## Reference
1. ↑  "Kulturarvsstyrelsen: Tårne og spir". Arkiveret fra originalen 21. november 2011. Hentet 4. april 2012.

| Arkitektur | Spire Denne arkitekturartikel er en spire som bør udbygges. Du er velkommen til at hjælpe Wikipedia ved at udvide den. |